# Temporada 2019-20 da Liga Croata de Basquetebol
A Temporada da Liga Croata de 2019–20 é a 29ª edição da competição de elite do basquetebol da Croácia tendo o Cibona Zagreb como defensor do título croata.

## Clubes Participantes
| Clube              | Cidade        | Arena                             | Capacidade |
| ------------------ | ------------- | --------------------------------- | ---------- |
| Adria Oil Škrljevo | Škrljevo      | Dvorana Mavrinci                  | 720        |
| Alkar              | Sinj          | Sportska dvorana Ivica Glavan Ićo | 600        |
| Cibona             | Zagreb        | Pavilhão Drazen Petrovic          | 5 400      |
| Dubrava Furnir     | Zagreb        | Pavilhão Dubrava                  | 2 000      |
| Gorica             | Velika Gorica | Pavilhão da Escola Secundária     | 1 000      |
| Hermes Analitica   | Zagreb        | Pavilhão Drazen Petrovic          | 5 400      |
| Sonik-Puntamika    | Zadar         | Pavilhão Jazine                   | 3 000      |
| Split              | Split         | Arena Gripe                       | 3 500      |
| Šibenik            | Šibenik       | Pavilhão Baldekin                 | 900        |
| Vrijednosnice      | Osijek        | Pavilhão Gradski vrt              | 3 538      |
| Zabok              | Zabok         | Pavilhão Zabok                    | 3 000      |
| Zadar              | Zadar         | Krešimir Ćosić                    | 7 997      |

## Temporada Regular

### Tabela de Classificação
| Pos. | Clube              | J  | Pt. | V  | D  | P+    | P-    | SP   | Classificação |
| ---- | ------------------ | -- | --- | -- | -- | ----- | ----- | ---- | ------------- |
| 1    | Zadar              | 21 | 39  | 18 | 3  | 1.929 | 1587  | 342  | Playoffs      |
| 2    | Cibona             | 21 | 38  | 17 | 4  | 2.017 | 1553  | 464  | Playoffs      |
| 3    | Split              | 21 | 36  | 15 | 6  | 1.823 | 1645  | 178  | Playoffs      |
| 4    | Gorica             | 21 | 36  | 15 | 6  | 1.756 | 1.585 | 171  | Playoffs      |
| 5    | Šibenka            | 21 | 33  | 12 | 9  | 1.689 | 1.687 | 2    | Playoffs      |
| 6    | Vrijednosnice      | 21 | 32  | 11 | 10 | 1.861 | 1.889 | -28  | Playoffs      |
| 7    | Zabok              | 21 | 30  | 9  | 12 | 1.714 | 1646  | 68   | Playoffs      |
| 8    | Alkar              | 21 | 29  | 8  | 13 | 1.649 | 1.824 | -175 | Playoffs      |
| 9    | Sonik-Puntamika    | 21 | 28  | 7  | 14 | 1.602 | 1.704 | -102 |               |
| 10   | Adria Oil Škrljevo | 21 | 28  | 7  | 14 | 1.630 | 1.819 | -189 |               |
| 11   | Dubrava Furnir     | 21 | 26  | 5  | 16 | 1.618 | 1965  | -347 | Repescagem    |
| 12   | Hermes Analitica   | 21 | 23  | 2  | 19 | 1.548 | 1.932 | -384 | Rebaixado     |

|  |                                         |
|  | Classificados para os Playoffs          |
|  | Classificado para disputar a Repescagem |
|  | Rebaixado para a Segunda Divisão        |

### Primeira fase de grupos
| Casa\Visitante     | SKR    | ALK    | CIB    | DUB    | GOR    | HER    | SON    | SPL    | SIB    | VRI    | ZAB    | ZAD    |
| ------------------ | ------ | ------ | ------ | ------ | ------ | ------ | ------ | ------ | ------ | ------ | ------ | ------ |
| Adria Oil Škrljevo |        | 87-74  | 55-114 | 80-83  | 72-91  | 77-63  | 68-60  | 69-97  | 87-90  | 96-89  | 103-97 | 72-79  |
| Alkar              | 72-68  |        | 81-98  | 93-76  | 77-84  |        |        | 68-95  | 87-73  | 89-90  | 76-73  | 93-84  |
| Cibona             |        | 103-72 |        | 107-64 | 84-89  | 122-75 | 102-58 | 96-66  | 111-77 |        | 82-87  |        |
| Dubrava Furnir     | 68-84  | 88-81  |        |        |        | 91-84  | 87-80  | 74-86  | 78-88  | 87-96  |        | 76-113 |
| Gorica             | 79-88  | 91-74  | 50-75  | 95-60  |        | 85-66  | 91-74  | 81-87  | 99-80  | 102-90 | 87-63  | 74-73  |
| Hermes Analitica   | 88-84  | 76-79  | 70-111 | 71-88  | 82-117 |        | 77-88  | 67-106 | 62-88  | 90-95  | 80-78  | 88-106 |
| Sonik-Puntamika    | 75-60  | 64-74  | 81-85  | 86-66  | 67-74  | 78-65  |        | 93-90  | 58-76  | 68-84  | 75-66  | 61-80  |
| Split              | 97-78  | 99-69  | 82-74  | 93-71  |        | 86-71  |        |        | 79-92  | 100-73 | 92-77  | 67-80  |
| Šibenik            | 82-70  | 93-72  | 76-96  | 95-72  | 58-82  |        | 87-80  | 71-79  |        | 74-85  | 81-70  | 74-81  |
| Vrijednosnice      | 108-96 | 91-72  | 87-99  | 94-79  | 95-96  | 72-71  | 102-95 | 99-103 |        |        | 89-85  | 75-87  |
| Zabok              | 109-62 | 86-51  | 58-77  | 99-66  | 82-63  | 92-71  | 83-92  | 85-74  | 74-83  | 85-78  |        | 59-80  |
| Zadar              |        | 116-93 | 79-77  | 121-82 | 67-61  | 114-69 | 85-80  | 92-74  | 103-76 | 114-72 |        |        |

## Playoffs

### Confrontos
|  | Quartas-de-final | Quartas-de-final | Quartas-de-final |  |  | Semifinais | Semifinais | Semifinais |  |  | Final | Final | Final |
|  |                  |                  |                  |  |  |            |            |            |  |  |       |       |       |
|  |                  |                  |                  |  |  |            |            |            |  |  |       |       |       |
|  |                  |                  |                  |  |  |            |            |            |  |  |       |       |       |
|  |                  |                  |                  |  |  |            |            |            |  |  |       |       |       |
|  |                  |                  |                  |  |  |            |            |            |  |  |       |       |       |
|  |                  |                  |                  |  |  |            |            |            |  |  |       |       |       |
|  |                  |                  |                  |  |  |            |            |            |  |  |       |       |       |
|  |                  |                  |                  |  |  |            |            |            |  |  |       |       |       |
|  |                  |                  |                  |  |  |            |            |            |  |  |       |       |       |
|  |                  |                  |                  |  |  |            |            |            |  |  |       |       |       |
|  |                  |                  |                  |  |  |            |            |            |  |  |       |       |       |
|  |                  |                  |                  |  |  |            |            |            |  |  |       |       |       |
|  |                  |                  |                  |  |  |            |            |            |  |  |       |       |       |
|  |                  |                  |                  |  |  |            |            |            |  |  |       |       |       |
|  |                  |                  |                  |  |  |            |            |            |  |  |       |       |       |
|  |                  |                  |                  |  |  |            |            |            |  |  |       |       |       |
|  |                  |                  |                  |  |  |            |            |            |  |  |       |       |       |
|  |                  |                  |                  |  |  |            |            |            |  |  |       |       |       |
|  |                  |                  |                  |  |  |            |            |            |  |  |       |       |       |

#### Quartas de final
| Time 1 | Série | Time 2 | 1º Jogo | 2º Jogo | 3º Jogo | 4º Jogo | 5º Jogo |
| ------ | ----- | ------ | ------- | ------- | ------- | ------- | ------- |
|        | -     |        |         |         |         |         |         |
|        | -     |        |         |         |         |         |         |
|        | -     |        |         |         |         |         |         |
|        | -     |        |         |         |         |         |         |

#### Semifinal
| Time 1 | Série | Time 2 | 1º Jogo | 2º Jogo | 3º Jogo | 4º Jogo | 5º Jogo |
| ------ | ----- | ------ | ------- | ------- | ------- | ------- | ------- |
|        | -     |        |         |         |         |         |         |
|        | -     |        |         |         |         |         |         |

#### Final
| Time 1 | Série | Time 2 | 1º Jogo | 2º Jogo | 3º Jogo | 4º Jogo | 5º Jogo |
| ------ | ----- | ------ | ------- | ------- | ------- | ------- | ------- |
|        | -     |        |         |         |         |         |         |

## Campeões
| HTLIGA 2019-20 Campeões |
| ----------------------- |
| ?º Título               |